# Вестморленд (округ, Пенсільванія)
Шаблон:StateAbbr_ 40°19′ пн. ш. 79°28′ зх. д. / 40.31° пн. ш. 79.47° зх. д.
Округ Вестморленд (англ. Westmoreland County) — округ (графство) у штаті Пенсільванія, США. Ідентифікатор округу 42129.

## Історія
Округ утворений 1773 року.

## Демографія
За даними перепису
2000 року
загальне населення округу становило 369993 осіб, зокрема міського населення було 274045, а сільського — 95948.
Серед мешканців округу чоловіків було 178435, а жінок — 191558. В окрузі було 149813 домогосподарства, 104597 родин, які мешкали в 161058 будинках.
Середній розмір родини становив 2,93.
Віковий розподіл населення поданий у таблиці:
| Стать    | До 15 років | 15-21 | 22-29 | 30-39 | 40-49 | 50-65 | 65-85 | Понад 85 |
| -------- | ----------- | ----- | ----- | ----- | ----- | ----- | ----- | -------- |
| Чоловіки | 34257       | 15379 | 14372 | 25606 | 30292 | 31070 | 25198 | 2261     |
| Жінки    | 32245       | 14539 | 14245 | 26075 | 30683 | 33449 | 34946 | 5376     |

## Суміжні округи
- Армстронг — північ
- Індіана — північний схід
- Кембрія — схід
- Сомерсет — південний схід
- Файєтт — південь
- Вашингтон — південний захід
- Аллегені — захід
- Батлер — північний захід

## Виноски
1. ↑  U.S. Decennial Census. United States Census Bureau. Архів оригіналу за 19 липня 2018. Процитовано 11 березня 2015.
2. ↑  Historical Census Browser. University of Virginia Library. Архів оригіналу за 26 грудня 2013. Процитовано 11 березня 2015.
3. ↑  Forstall, Richard L., ред. (24 березня 1995). Population of Counties by Decennial Census: 1900 to 1990. United States Census Bureau. Архів оригіналу за 20 березня 2015. Процитовано 11 березня 2015.
4. ↑  Census 2000 PHC-T-4. Ranking Tables for Counties: 1990 and 2000 (PDF). United States Census Bureau. 2 квітня 2001. Архів оригіналу (PDF) за 18 грудня 2014. Процитовано 11 березня 2015.
5. ↑  State & County QuickFacts. United States Census Bureau. Архів оригіналу за 22 липня 2011. Процитовано 22 листопада 2013.(англ.) Наведено за англійською вікіпедією.
6. ↑  American FactFinder. Бюро перепису населення США. Архів оригіналу за 26 лютого 2012. Процитовано 31 січня 2008.

| США | Це незавершена стаття з географії США. Ви можете допомогти проєкту, виправивши або дописавши її. |